# Katarina Konow
Hanna Katarina Konow, född den 3 november 1992, är en svensk fotomodell och träningsprofil.
Konow är uppvuxen i Gnosjö. År 2012 tävlade hon i Miss Universe Sweden, där hon vann titeln Miss International Sweden, och fick i och med detta fick representera Sverige i Miss International 2012 i Japan.
Hon har därefter varit verksam som träningsprofil.